# دو و میدانی در المپیک تابستانی ۲۰۱۲
| دو و میدانی در بازی‌های المپیک تابستانی ۲۰۱۲ | دو و میدانی در بازی‌های المپیک تابستانی ۲۰۱۲ | دو و میدانی در بازی‌های المپیک تابستانی ۲۰۱۲ | دو و میدانی در بازی‌های المپیک تابستانی ۲۰۱۲ | دو و میدانی در بازی‌های المپیک تابستانی ۲۰۱۲ |
| رویدادهای پیست                              | رویدادهای پیست                              | رویدادهای پیست                              | رویدادهای پیست                              | رویدادهای پیست                              |
| ------------------------------------------- | ------------------------------------------- | ------------------------------------------- | ------------------------------------------- | ------------------------------------------- |
| دو ۱۰۰ متر                                  |                                             | مردان                                       |                                             | زنان                                        |
| دو ۲۰۰ متر                                  |                                             | مردان                                       |                                             | زنان                                        |
| دو ۴۰۰ متر                                  |                                             | مردان                                       |                                             | زنان                                        |
| دو ۸۰۰ متر                                  |                                             | مردان                                       |                                             | زنان                                        |
| دو ۱۵۰۰ متر                                 |                                             | مردان                                       |                                             | زنان                                        |
| دو ۵۰۰۰ متر                                 |                                             | مردان                                       |                                             | زنان                                        |
| دو ۱۰۰۰ متر                                 |                                             | مردان                                       |                                             | زنان                                        |
| دو ۱۰۰ متر بامانع                           |                                             |                                             |                                             | زنان                                        |
| دو ۱۱۰ متر بامانع                           |                                             | مردان                                       |                                             |                                             |
| دو ۴۰۰ متر بامانع                           |                                             | زنان                                        |                                             | زنان                                        |
| 3000 m steeplechase                         |                                             | men                                         |                                             | women                                       |
| دو ۴ × ۱۰۰ متر امدادی                       |                                             | مردان                                       |                                             | زنان                                        |
| دو ۴ × ۴۰۰ متر امدادی                       |                                             | مردان                                       |                                             | زنان                                        |
| رویدادهای جاده                              |                                             |                                             |                                             |                                             |
| ماراتون                                     |                                             | مردان                                       |                                             | زنان                                        |
| ۲۰ کیلومتر پیاده‌روی                         |                                             | مردان                                       |                                             | زنان                                        |
| ۵۰ کیلومتر پیاده‌روی                         |                                             | مردان                                       |                                             |                                             |
| رویدادهای میدانی                            |                                             |                                             |                                             |                                             |
| پرش طول                                     |                                             | مردان                                       |                                             | زنان                                        |
| پرش سه‌گام                                   |                                             | مردان                                       |                                             | زنان                                        |
| پرش ارتفاع                                  |                                             | مردان                                       |                                             | زنان                                        |
| پرش با نیزه                                 |                                             | مردان                                       |                                             | زنان                                        |
| پرتاب وزنه                                  |                                             | مردان                                       |                                             | زنان                                        |
| پرتاب دیسک                                  |                                             | مردان                                       |                                             | زنان                                        |
| پرتاب نیزه                                  |                                             | مردان                                       |                                             | زنان                                        |
| پرتاب چکش                                   |                                             | مردان                                       |                                             | زنان                                        |
| رویدادهای ترکیبی                            |                                             |                                             |                                             |                                             |
| هفت‌گانه                                     |                                             |                                             |                                             | زنان                                        |
| ده‌گانه                                      |                                             | مردان                                       |                                             |                                             |

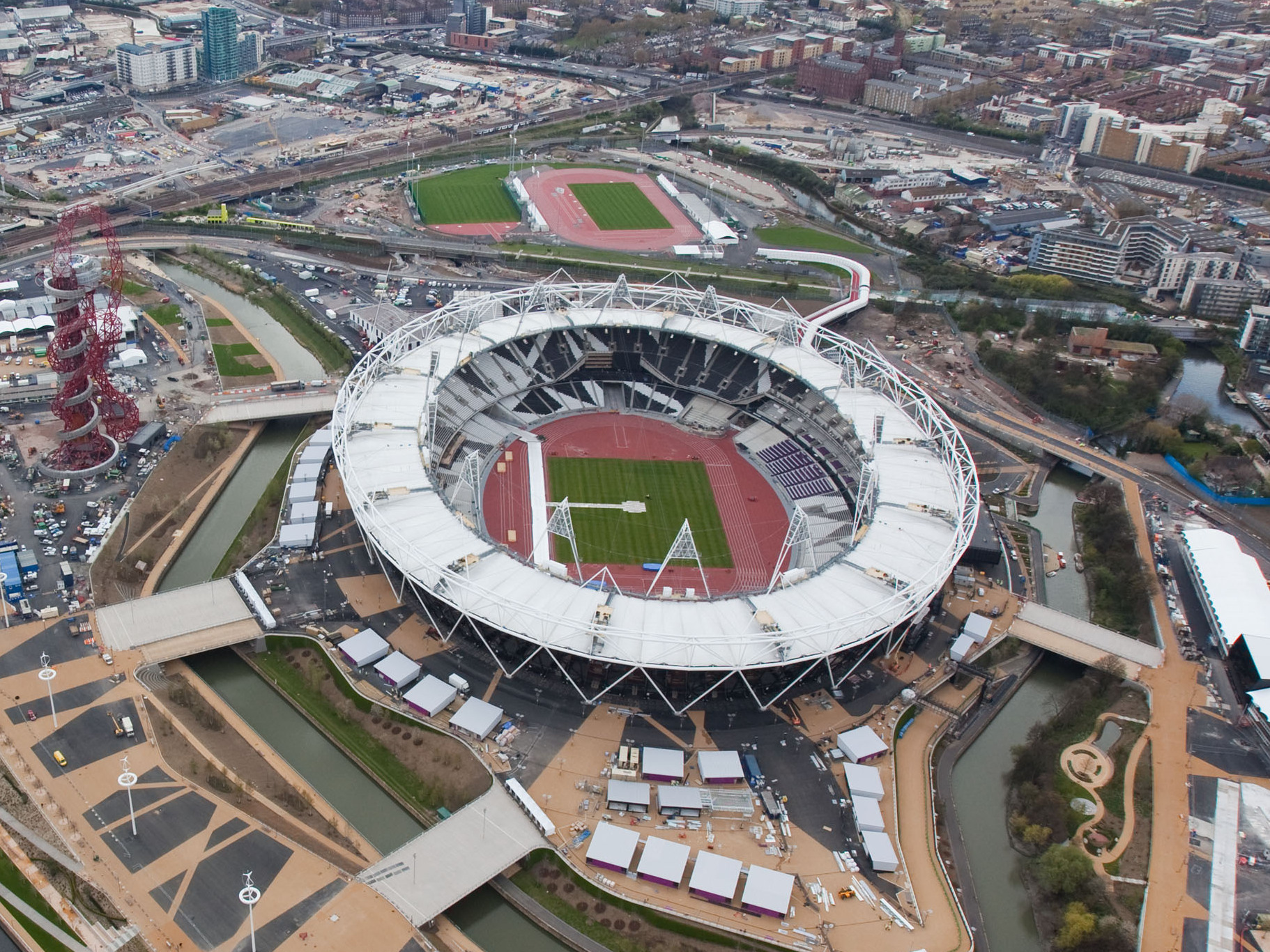
ورزشگاه المپیک لندن

رقابت‌های دو و میدانی در بازی‌های المپیک تابستانی ۲۰۱۲ در ۳ تا ۱۲ اوت ۲۰۱۲ برگزار شده است. این مسابقات در ورزشگاه المپیک لندن با حضور ۲۲۳۱ ورزشکار در ۴۷ رویداد انجام شده است.

## نتایج
(WR = رکورد جهانی، OR = رکورد المپیک)

### مردان
| رویداد              | طلا                                                                                  | طلا          | نقره                                                                                       | نقره     | برنز                                                                      | برنز     |
| ۱۰۰ متر             | اوسین بولت · جامائیکا                                                                | ۹٫۶۳ (OR)    | یوهان بلیک · جامائیکا                                                                      | ۹٫۷۵     | جاستین گاتلین · ایالات متحده آمریکا                                       | ۹٫۷۹     |
| ۲۰۰ متر             | اوسین بولت · جامائیکا                                                                | ۱۹٫۳۲        | یوهان بلیک · جامائیکا                                                                      | ۱۹٫۴۴    | وارن ویر · جامائیکا                                                       | ۱۹٫۸۴    |
| ۴۰۰ متر             | کرانی جیمز · گرنادا                                                                  | ۴۳٫۹۴        | لوگلین سانتوس · جمهوری دومینیکن                                                            | ۴۴٫۴۶    | لالوند گوردون · ترینیداد و توباگو                                         | ۴۴٫۵۲    |
| ۸۰۰ متر             | دیوید رودیشا · کنیا                                                                  | ۱:۴۰٫۹۱ (WR) | نایجل آموس · بوتسوانا                                                                      | ۱:۴۱٫۷۳  | تیموتی کیتوم · کنیا                                                       | ۱:۴۲٫۵۳  |
| ۱۵۰۰ متر            | توفیق مخلوفی · الجزایر                                                               | ۳:۳۴٫۰۸      | لیونل منسانو · ایالات متحده آمریکا                                                         | ۳:۳۴٫۷۹  | عبدالعاطی ایکیدیر · مراکش                                                 | ۳:۳۵٫۱۳  |
| ۵۰۰۰ متر            | محمد فرح · بریتانیای کبیر                                                            | ۱۳:۴۱٫۶۶     | دیژن گبرمسکل · اتیوپی                                                                      | ۱۳:۴۱٫۹۸ | توماس لانگوسیوا · کنیا                                                    | ۱۳:۴۲٫۳۶ |
| ۱۰٬۰۰۰ متر          | محمد فرح · بریتانیای کبیر                                                            | ۲۷:۳۰٫۴۲     | گلن راپ · ایالات متحده آمریکا                                                              | ۲۷:۳۰٫۹۰ | تاریکو بکله · اتیوپی                                                      | ۲۷:۳۱٫۴۳ |
|                     |                                                                                      |              |                                                                                            |          |                                                                           |          |
| ۱۱۰ متر با مانع     | آریس مریت · ایالات متحده آمریکا                                                      | ۱۲٫۹۲        | جیسون ریچاردسون · ایالات متحده آمریکا                                                      | ۱۳٫۰۴    | هانسل پارچمنت · جامائیکا                                                  | ۱۳٫۱۲    |
| ۴۰۰ متر با مانع     | فلیکس سانچز · جمهوری دومینیکن                                                        | ۴۷٫۶۳        | مایکل تینسلی · ایالات متحده آمریکا                                                         | ۴۷٫۹۱    | خاویر کولسون · پورتوریکو                                                  | ۴۸٫۱۰    |
| ۳۰۰۰ متر با مانع    | ازکیل کمبوی · کنیا                                                                   | ۸:۱۸٫۵۶      | میدین مکیسی-بنبد · فرانسه                                                                  | ۸:۱۹٫۰۸  | هابیل موتایی · کنیا                                                       | ۸:۱۹٫۷۳  |
|                     |                                                                                      |              |                                                                                            |          |                                                                           |          |
| ۱۰۰×۴ متر امدادی    | جامائیکا (JAM) · نستا کارتر · مایکل فراتر · یوهان بلیک · یوسین بولت · کمار بیلی-کول* | ۳۶٫۸۴ (WR)   | ترینیداد و توباگو (TRI) · کستون بلدمن · مارک برنز · امانوئل کلندر · ریچارد تامپسون (دونده) | ۳۸٫۱۲    | فرانسه (FRA) · جیمی ویکو · کریستوف لومتر · پیر-آلکسی پسونو · رولان پونیون | ۳۸٫۱۶    |
| ۴۰۰×۴ متر امدادی    | باهاما Chris Brown دمیتریوس پیندر مایکل متیو رومان میلر                              | ۲:۵۶٫۷۲      | ایالات متحده آمریکا بریسون نلوم جاشوا مانس تونی مک‌کوای آنجلو تایلر مانتئو میچل             | ۲:۵۷٫۰۵  | ترینیداد و توباگو لالوند گوردون جارین سلیمان آد آلیین-فورته دیون لندور    | ۲:۵۹٫۴۰  |
|                     |                                                                                      |              |                                                                                            |          |                                                                           |          |
| ماراتن              | استفن کیپروتیچ · اوگاندا                                                             | ۲:۰۸:۰۱      | آبل کیروی · کنیا                                                                           | ۲:۰۸:۲۷  | ویلسون کیپسانگ · کنیا                                                     | ۲:۰۹:۳۷  |
| ۲۰ کیلومتر پیاده‌روی | چن دینگ · چین                                                                        | ۱:۱۸:۴۶ (OR) | اریک باروندو · گواتمالا                                                                    | ۱:۱۸:۵۷  | وانگ ژن · چین                                                             | ۱:۱۹:۲۵  |
| ۵۰ کیلومتر پیاده‌روی | سرگی کیردیاپکین · روسیه                                                              | ۳:۳۵:۵۹ (OR) | جارد تلنت · استرالیا                                                                       | ۳:۳۶:۵۳  | سی تیان فنگ · چین                                                         | ۳:۳۷:۱۶  |
|                     |                                                                                      |              |                                                                                            |          |                                                                           |          |
| پرش ارتفاع          | ایوان اوخوف · روسیه                                                                  | ۲٫۳۸         | اریک کینارد · ایالات متحده آمریکا                                                          | ۲٫۳۳     | معتز عیسی برشم · قطر · درک دروین · کانادا · رابی گرابارز · بریتانیای کبیر | ۲٫۲۹     |
| پرش با نیزه         | رنو لاویلنی · فرانسه                                                                 | ۵٫۹۷ (OR)    | بیورن اوتو · آلمان                                                                         | ۵٫۹۱     | رافائل هوزدپه · آلمان                                                     | ۵٫۹۱     |
| پرش طول             | گرگ راترفورد · بریتانیای کبیر                                                        | ۸٫۳۱         | میچل وات · استرالیا                                                                        | ۸٫۱۶     | ویل کلای · ایالات متحده آمریکا                                            | ۸٫۱۲     |
| پرش سه‌گام           | کریستین تیلور · ایالات متحده آمریکا                                                  | ۱۷٫۸۱        | ویل کلای · ایالات متحده آمریکا                                                             | ۱۷٫۶۲    | فابریتزیو دوناتو · ایتالیا                                                | ۱۷٫۴۸    |
| پرتاب وزنه          | توماش مایفسکی · لهستان                                                               | ۲۱٫۸۹        | دیوید اشتورل · آلمان                                                                       | ۲۱٫۸۶    | ریس هوفا · ایالات متحده آمریکا                                            | ۲۱٫۲۳    |
| پرتاب دیسک          | رابرت هارتینگ · آلمان                                                                | ۶۸٫۲۷        | احسان حدادی · ایران                                                                        | ۶۸٫۱۸    | گرد کانتر · استونی                                                        | ۶۸٫۰۳    |
| پرتاب چکش           | کریستین پارش · مجارستان                                                              | ۸۰٫۵۹        | پریموش کوزماس · اسلوونی                                                                    | ۷۹٫۳۶    | کوجی موروفوشی · ژاپن                                                      | ۷۸٫۷۱    |
| پرتاب نیزه          | کشورن والکات · ترینیداد و توباگو                                                     | ۸۴٫۵۸        | آنتی روسکانن · فنلاند                                                                      | ۸۴٫۱۲    | ویتسلاو وسلی · جمهوری چک                                                  | ۸۳٫۳۴    |
|                     |                                                                                      |              |                                                                                            |          |                                                                           |          |
| هفت‌گانه             | اشتون ایتون · ایالات متحده آمریکا                                                    | ۸۸۶۹         | تری هاردی · ایالات متحده آمریکا                                                            | ۸۶۷۱     | لئونل سوآرس · کوبا                                                        | ۸۵۲۳     |

### زنان
| رویداد               | طلا | طلا          | نقره | نقره     | برنز                                                                        | برنز     |
| ۱۰۰ متر              | شلی-آن فریزر-پرایس · جامائیکا                                                                          | ۱۰٫۷۵        | کارملیتا جیتر · ایالات متحده آمریکا                                                                            | ۱۰٫۷۸    | ورونیکا کمپبل-براون · جامائیکا                                              | ۱۰٫۸۱    |
| ۲۰۰ متر              | آلیسون فلیکس · ایالات متحده آمریکا                                                                     | ۲۱٫۸۸        | شلی-آن فریزر-پرایس · جامائیکا                                                                                  | ۲۲٫۰۹    | کارملیتا جیتر · ایالات متحده آمریکا                                         | ۲۲٫۱۴    |
| ۴۰۰ متر              | سانیا ریچاردس-رس · ایالات متحده آمریکا                                                                 | ۴۹٫۵۵        | کریستین اوهوروگو · بریتانیای کبیر                                                                              | ۴۹٫۷۰    | دی‌دی تراتر · ایالات متحده آمریکا                                            | ۴۹٫۷۲    |
| ۸۰۰ متر              | ماریا ساوینووا · روسیه                                                                                 | ۱:۵۶٫۱۹      | کستر سمنیا · آفریقای جنوبی                                                                                     | ۱:۵۷٫۲۳  | اکاترینا زاویالووا · روسیه                                                  | ۱:۵۷٫۵۳  |
| ۱۵۰۰ متر [b]         | مریم یوسف جمال · بحرین                                                                                 | ۴:۱۰٫۷۴      | تاتیانا توماشووا · روسیه                                                                                       | ۴:۱۰٫۹۰  | آببا آرگاوی · اتیوپی                                                        | ۴:۱۱٫۰۳  |
| ۵۰۰۰ متر             | مسرت دفار · اتیوپی                                                                                     | ۱۵:۰۴٫۲۵     | ویویان چرویوت · کنیا                                                                                           | ۱۵:۰۴٫۷۳ | تیرونش دیبابا · اتیوپی                                                      | ۱۵:۰۵٫۱۵ |
| ۱۰۰۰۰ متر            | تیرونش دیبابا · اتیوپی                                                                                 | ۳۰:۲۰٫۷۵     | سالی کیپیگو · کنیا                                                                                             | ۳۰:۲۶٫۳۷ | ویویان چرویوت · کنیا                                                        | ۳۰:۳۰٫۴۴ |
|                      | |              | |          |                                                                             |          |
| ۱۰۰ متر با مانع      | سالی پیرسون · استرالیا                                                                                 | ۱۲٫۳۵ (OR)   | داون هارپر · ایالات متحده آمریکا                                                                               | ۱۲٫۳۷    | Kellie Wells · ایالات متحده آمریکا                                          | ۱۲٫۴۸    |
| ۴۰۰ متر با مانع      | ناتالیا آنتیوخ · روسیه                                                                                 | ۵۲٫۷۰        | لاشیندا دموس · ایالات متحده آمریکا                                                                             | ۵۲٫۷۷    | زوزانا هینووا · جمهوری چک                                                   | ۵۳٫۳۸    |
| ۳۰۰۰ متر با مانع [c] | حبیبه الغریبی · تونس                                                                                   | 9:08.37      | سوفیا عاصفه · اتیوپی                                                                                           | 9:09.84  | میلکا چموس چیوا · کنیا                                                      | 9:09.88  |
|                      | |              | |          |                                                                             |          |
| ۱۰۰×۴ متر با مانع    | ایالات متحده آمریکا تیانا بارتولتا آلیسون فلیکس بیانکا نایت کارملیتا جیتر جنبا تارمو لارین ویلیامز     | ۴۰٫۸۲ (WR)   | جامائیکا شلی-آن فریزر-پرایس شرون سیمپسون ورونیکا کمپبل-براون کرون استوارت سامانتا هنری رابینسون شیلونی کالورت  | ۴۱٫۴۱    | اوکراین اولسیا پووه خریستینا استوی ماریا ریمین یلیزاوتا بریژینا             | ۴۲٫۰۴    |
| ۴۰۰×۴ متر با مانع    | ایالات متحده آمریکا دی‌دی تراتر آلیسون فلیکس فرانسنا مک‌کوروری سانیا ریچاردس-رس کشیا بیکر دیاموند دیکسون | ۳:۱۶٫۸۷      | روسیه یولیا گوشچینا آنتونینا کریووشاپکا تاتیانا فیرووا ناتالیا آنتیوخ ناتالیا نازارووا آناستازیا کاپاسچینسکایا | ۳:۲۰٫۲۳  | جامائیکا کریستین دی رزماری وایت شریکا ویلیامز نوولن ویلیامز-میلز شریفا لوید | ۳:۲۰٫۹۵  |
|                      | |              | |          |                                                                             |          |
| ماراتن               | تیکی گلانا · اتیوپی                                                                                    | ۲:۲۳:۰۷ (OR) | پریسکا جپتو · کنیا                                                                                             | ۲:۲۳:۱۲  | تاتیانا پترووا آرخیپووا · روسیه                                             | ۲:۲۳:۲۹  |
| ۲۰ کیلومتر پیاده‌روی  | النا لاشمانووا · روسیه                                                                                 | ۱:۲۵:۰۲ (WR) | اولگا کانیسکینا · روسیه                                                                                        | ۱:۲۵:۰۹  | چیانگ شنجی · چین                                                            | ۱:۲۵:۱۶  |
|                      | |              | |          |                                                                             |          |
| پرش ارتفاع           | آنا چیچیرووا · روسیه                                                                                   | ۲٫۰۵         | بریگیتا برت · ایالات متحده آمریکا                                                                              | ۲٫۰۳     | اسوتلانا اشکولینا · روسیه                                                   | ۲٫۰۳     |
| پرش با نیزه          | جن سور · ایالات متحده آمریکا                                                                           | ۴٫۷۵         | یاریسلی سیلوا · کوبا                                                                                           | ۴٫۷۵     | یلنا ایسینبایوا · روسیه                                                     | ۴٫۷۰     |
| پرش طول              | بریتنی ریس · ایالات متحده آمریکا                                                                       | ۷٫۱۲         | یلنا سوکولووا · روسیه                                                                                          | ۷٫۰۷     | جانای دلوچ سوکاپ · ایالات متحده آمریکا                                      | ۶٫۸۹     |
| پرش سه‌گام            | اولگا ریپاکووا · قزاقستان                                                                              | ۱۴٫۹۸        | کاترین ایبارگوئن · کلمبیا                                                                                      | ۱۴٫۸۰    | اولگا سالادوخا · اوکراین                                                    | ۱۴٫۷۹    |
| پرتاب وزنه [d]       | والری آدامز · نیوزیلند                                                                                 | 20.70        | گونگ لیجیاو · چین                                                                                              | 20.22    | لی لینگ · چین                                                               | 19.63    |
| پرتاب دیسک [e]       | ساندرا پرکویچ · کرواسی                                                                                 | ۶۹٫۱۱        | لی یان‌فنگ · چین                                                                                                | ۶۷٫۲۲    | یارلیس باریوس · کوبا                                                        | ۶۶٫۳۸    |
| پرش چکش              | تاتیانا لیسنکو · روسیه                                                                                 | ۷۸٫۱۸ (OR)   | آنیتا وودارچک · لهستان                                                                                         | ۷۷٫۶۰    | بتی هایدلر · آلمان                                                          | ۷۷٫۱۳    |
| پرتاب نیزه           | باربورا اشپوتاکووا · جمهوری چک                                                                         | ۶۹٫۵۵        | کریستینا اوبرگفول · آلمان                                                                                      | ۶۵٫۱۶    | لیندا اشتال · آلمان                                                         | ۶۴٫۹۱    |
|                      | |              | |          |                                                                             |          |
| هفت‌گانه              | جسیکا انیس-هیل · بریتانیای کبیر                                                                        | ۶۹۵۵         | لیلی شوارتزکوف · آلمان                                                                                         | ۶۶۴۹     | تاتیانا چرنووا · روسیه                                                      | ۶۶۲۸     |

## جدول مدال‌ها
| رتبه  | کشورها              | طلا | نقره | برنز | مجموع |
| ۱     | ایالات متحده آمریکا | ۹   | ۱۳   | ۷    | ۲۹    |
| ۲     | روسیه               | ۸   | ۴    | ۶    | ۱۸    |
| ۳     | جامائیکا            | ۴   | ۴    | ۴    | ۱۲    |
| ۴     | بریتانیای کبیر      | ۴   | ۱    | ۱    | ۶     |
| ۵     | اتیوپی              | ۳   | ۱    | ۳    | ۷     |
| ۶     | کنیا                | ۲   | ۴    | ۵    | ۱۱    |
| ۷     | آلمان               | ۱   | ۴    | ۳    | ۸     |
| ۸     | استرالیا            | ۱   | ۲    | ۰    | ۳     |
| ۹     | جمهوری دومینیکن     | ۱   | ۱    | ۰    | ۲     |
| ۹     | فرانسه              | ۱   | ۱    | ۰    | ۲     |
| ۹     | لهستان              | ۱   | ۱    | ۰    | ۲     |
| ۹     | ترکیه               | ۱   | ۱    | ۰    | ۲     |
| ۱۳    | چین                 | ۱   | ۰    | ۴    | ۵     |
| ۱۴    | ترینیداد و توباگو   | ۱   | ۰    | ۳    | ۴     |
| ۱۵    | جمهوری چک           | ۱   | ۰    | ۱    | ۲     |
| ۱۶    | الجزایر             | ۱   | ۰    | ۰    | ۱     |
| ۱۶    | باهاما              | ۱   | ۰    | ۰    | ۱     |
| ۱۶    | بلاروس              | ۱   | ۰    | ۰    | ۱     |
| ۱۶    | کرواسی              | ۱   | ۰    | ۰    | ۱     |
| ۱۶    | گرنادا              | ۱   | ۰    | ۰    | ۱     |
| ۱۶    | مجارستان            | ۱   | ۰    | ۰    | ۱     |
| ۱۶    | قزاقستان            | ۱   | ۰    | ۰    | ۱     |
| ۱۶    | اوگاندا             | ۱   | ۰    | ۰    | ۱     |
| ۲۴    | اوکراین             | ۰   | ۱    | ۲    | ۳     |
| ۲۵    | کوبا                | ۰   | ۱    | ۱    | ۲     |
| ۲۶    | بوتسوانا            | ۰   | ۱    | ۰    | ۱     |
| ۲۶    | کلمبیا              | ۰   | ۱    | ۰    | ۱     |
| ۲۶    | گواتمالا            | ۰   | ۱    | ۰    | ۱     |
| ۲۶    | ایران               | ۰   | ۱    | ۰    | ۱     |
| ۲۶    | نیوزیلند            | ۰   | ۱    | ۰    | ۱     |
| ۲۶    | آفریقای جنوبی       | ۰   | ۱    | ۰    | ۱     |
| ۲۶    | اسلوونی             | ۰   | ۱    | ۰    | ۱     |
| ۲۶    | تونس                | ۰   | ۱    | ۰    | ۱     |
| ۳۴    | بحرین               | ۰   | ۰    | ۱    | ۱     |
| ۳۴    | کانادا              | ۰   | ۰    | ۱    | ۱     |
| ۳۴    | استونی              | ۰   | ۰    | ۱    | ۱     |
| ۳۴    | فنلاند              | ۰   | ۰    | ۱    | ۱     |
| ۳۴    | ایتالیا             | ۰   | ۰    | ۱    | ۱     |
| ۳۴    | ژاپن                | ۰   | ۰    | ۱    | ۱     |
| ۳۴    | مراکش               | ۰   | ۰    | ۱    | ۱     |
| ۳۴    | پورتوریکو           | ۰   | ۰    | ۱    | ۱     |
| ۳۴    | قطر                 | ۰   | ۰    | ۱    | ۱     |
| مجموع | مجموع               | ۴۷  | ۴۷   | ۴۹   | ۱۴۳   |